# Argamasilla de Calatrava
Argamasilla de Calatrava település Spanyolországban, Ciudad Real tartományban. Argamasilla de Calatrava Aldea del Rey, Almagro, Ciudad Real, Ballesteros de Calatrava, Almodóvar del Campo, Villamayor de Calatrava, Caracuel de Calatrava, Cañada de Calatrava és Puertollano községekkel határos. Lakosainak száma 5802 fő (2024).

## Népesség
A település népessége az elmúlt években az alábbi módon változott:
| Lakosok száma | 5372 | 5374 | 5551 | 5875 | 5941 | 5997 | 5987 | 5943 | 5853 | 5802 |
|               | 2001 | 2004 | 2006 | 2009 | 2011 | 2014 | 2016 | 2019 | 2021 | 2024 |